# 東北-斯瓦巴自然保護區
東北－斯瓦巴自然保護區（挪威語：Nordaust-Svalbard naturreservat）是位於挪威斯瓦巴群島東北方的自然保護區，涵蓋東北地島、卡爾王地群島、白島、七島群島、斯科格島、洛格島、威廉島、瓦爾貝格島全境和斯匹茲卑爾根島東北角的部分區域，總占地55,354平方（21,372平方英里），其中陸地和海洋的面積分別為18,663平方（7,206平方英里）和36,691平方（14,166平方英里），為挪威（含國家公園在內）面積最大的保護區。同時，該保護區包含挪威最大的冰帽奧斯特方納冰帽和西冰帽，以及部分的奧拉夫五世半島。東北－斯瓦巴自然保護區成立於1973年7月1日，與南方的東南－斯瓦巴自然保護區接壤。

## 簡介
東北地島有¾的面積被冰河覆蓋，其中最大的奧斯特方納冰帽占地7,000平方（2,700平方英里），島上景觀為低矮、圓滑的山丘和平原，是由前冰河時期的冰河作用所形成。自然保護區的大部分區域幾乎未覆蓋植被，屬極漠。保護區常受到科研人員和遊客造訪，後者經常沿欣洛彭海峽向東或繞行東北地島，區內較受歡迎的景點包括七島群島、海雀之壁（艾克山）、布拉斯維布林冰河和白島。
有部分文化遺產位於自然保護區內，包括豎立於東北地島克羅索亞的俄羅斯東正教十字架和白島上的安德魯岬角（1897年S. A.安德魯北極氣球探險的起點）。另外，保護區內的悲傷峽灣（斯匹茲卑爾根島東北角）沿岸建有冬季營地，曾為1899－1900年瑞典－俄羅斯子午線弧遠征隊的駐地；而位在東北地島北側的里日普峽灣則留有第二次世界大戰期間的德國氣象站。

## 動物

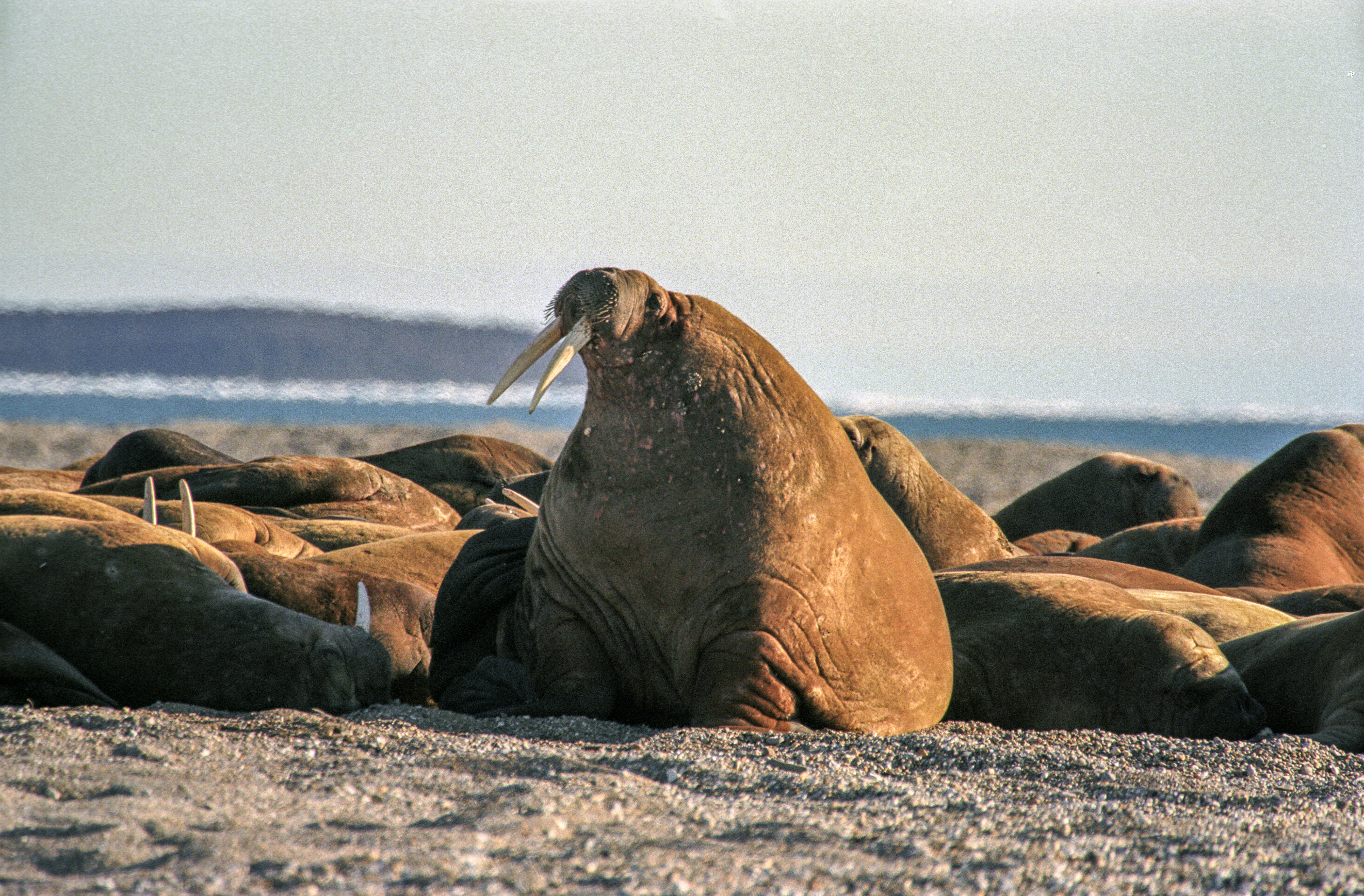
東北地島的海象棲地

自然保護區內的卡爾王地群島是斯瓦巴群島和法蘭士約瑟夫地群島之中最重要的北極熊繁殖地，該島因此完全禁止遊客進入。保護區內也同時存在海象的棲地和厚嘴海鳩築巢地，也能發現黑雁、叉尾鷗和象牙鷗在區內繁殖。其他重要的海鳥繁殖區包括七島群島、洛格島和欣洛彭海峽，保護區很大一部分區域（包括懸崖海岸）已被國際鳥盟列為重要鳥區。而其他常見的動物還有北極狐和斯瓦巴馴鹿等。